# کوز اباخیل
کوز اباخیل (به انگلیسی: Koz Abakhel) یک منطقهٔ مسکونی در پاکستان است که در خیبر پختونخوا واقع شده‌است.